# Louerre
Louerre est une ancienne commune française située dans le département de Maine-et-Loire, en région Pays de la Loire, devenue le 1er janvier 2016, une commune déléguée de la commune nouvelle de Tuffalun.

## Géographie
Commune angevine du Saumurois, Louerre se situe au nord-est de Noyant-la-Plaine, sur les routes D 161, Grézillé, D 156, Ambillou Château, et D 70, Noyant la Plaine - Trémentines.
Les hameaux d'Avort, du Vau, de la Haute et Basse Coudre, de la Chaslerie, de la Trésorerie et de la Dronière ponctuent la campagne où de nombreux sites troglodytiques sont à découvrir.
La forêt couvre une grande partie de la commune, offrant ainsi, avec l'ensemble de la commune de très belles promenades.

## Toponymie et héraldique

### Héraldique
| Louerre | Héraldique : D'argent, chaussé de sinople, à l'arbre de gueules accompagné de deux anilles d'or. |

## Histoire
Avec ses vieilles maisons, abondamment fleuries, sa rivière, son ancien presbytère et les dépendances du château de la Felonnière, Louerre est un petit village champêtre, discret et tranquille. Une stèle, sorte de menhir, érigée en 1892, rappelle la bataille sanglante qui aurait eu lieu en 51 av. J.-C. entre Fabius, lieutenant de César, et Dumnacus, chef des Andes. D'après César, 12 000 Gaulois défendant farouchement leur indépendance, y trouvèrent la mort. Pour son centenaire, cette stèle fut déplacée et restaurée en 1992 par l'Association lorienne de sauvegarde du patrimoine.
L'abondance et la qualité de l'eau ont permis l'installation à l'époque gallo-romaine et tout près de la source de l'Aubance d'une importante villa (exploitation agricole) connue au temps carolingien sous le nom de Landrum Villa (848). La source alimentait un excellent puits, un lavoir en plein air, et un abreuvoir appelé fontaine aux chevaux. Le lavoir, assidûment fréquenté jusqu'en 1980, ne fut partiellement clos et recouvert qu'à une date relativement récente (1900). Quant à la fontaine aux chevaux, elle fut comblée en 1957. Sur les remblais passe aujourd'hui le chemin de la source, qui contourne le lavoir et joint la route de Saint-Georges-des-Sept-Voies et 
Le Thoureil à celle de Grézillé.

## Politique et administration

### Administration municipale

#### Administration actuelle
Depuis le 1er janvier 2016 Louerre constitue une commune déléguée au sein de la commune nouvelle de Tuffalun et dispose d'un maire délégué.
| Période                                  | Période      | Identité            | Étiquette | Qualité |
| ---------------------------------------- | ------------ | ------------------- | --------- | ------- |
| janvier 2016                             | janvier 2016 | Gérard Pédrono      |           |         |
| janvier 2016                             | mai 2020     | Joseph Beillouin    |           |         |
| mai 2020                                 |              | Françoise Courtois, |           |         |
| Les données manquantes sont à compléter. |              |                     |           |         |

#### Administration ancienne
| Période                                  | Période       | Identité                        | Étiquette | Qualité |
| ---------------------------------------- | ------------- | ------------------------------- | --------- | ------- |
| 1800                                     |               | Emery                           |           |         |
| 1808                                     |               | Jean-André Bouteiller           |           |         |
| avril 1815                               |               | Pierre-François Grignon         |           |         |
| juillet 1815                             |               | J.-A. Bouteiller                |           |         |
| 1816                                     |               | Vincent Chauveau                |           |         |
| 1830                                     |               | Grignon                         |           |         |
| 1840                                     |               | J.-A. Bouteillier de Beauregard |           |         |
| 1859                                     |               | Jacques Richard                 |           |         |
| 1865                                     |               | Ernest Grignon                  |           |         |
| 1892                                     |               | Eugène Bonnemère                |           |         |
| 1896                                     |               | Lionel Bonnemère                |           |         |
| 1900                                     |               | Ernest Grignon                  |           |         |
| 1919                                     |               | Léon Lebreton                   |           |         |
| mai 1953                                 | mars 1977     | Raoul Lusson                    |           |         |
| mars 1977                                | mars 1989     | Gérard Laurioux                 |           |         |
| mars 1989                                | mars 2008     | Lucien Landreau                 |           |         |
| mars 2008                                | décembre 2015 | Gérard Pédrono                  |           |         |
| Les données manquantes sont à compléter. |               |                                 |           |         |

### Ancienne situation administrative
Jusqu'en 2015 la commune est membre de la communauté de communes du Gennois, elle-même membre du syndicat mixte Pays de Loire en Layon.

## Population et société

### Évolution démographique
L'évolution du nombre d'habitants est connue à travers les recensements de la population effectués dans la commune depuis 1793. À partir du 1er janvier 2009, les populations légales des communes sont publiées annuellement dans le cadre d'un recensement qui repose désormais sur une collecte d'information annuelle, concernant successivement tous les territoires communaux au cours d'une période de cinq ans. 
Pour les communes de moins de 10 000 habitants, une enquête de recensement portant sur toute la population est réalisée tous les cinq ans, les populations légales des années intermédiaires étant quant à elles estimées par interpolation ou extrapolation. Pour la commune, le premier recensement exhaustif entrant dans le cadre du nouveau dispositif a été réalisé en 2006,.
En 2013, la commune comptait 485 habitants, en évolution de +21,86 % par rapport à 2008 (Maine-et-Loire : +3,3 %, France hors Mayotte : +2,49 %).
| 1793 | 1800 | 1806 | 1821 | 1831 | 1836 | 1841 | 1846 | 1851 |
| ---- | ---- | ---- | ---- | ---- | ---- | ---- | ---- | ---- |
| 768  | 714  | 772  | 836  | 820  | 763  | 733  | 717  | 752  |

| 1856 | 1861 | 1866 | 1872 | 1876 | 1881 | 1886 | 1891 | 1896 |
| ---- | ---- | ---- | ---- | ---- | ---- | ---- | ---- | ---- |
| 742  | 720  | 669  | 653  | 625  | 611  | 594  | 570  | 541  |

| 1901 | 1906 | 1911 | 1921 | 1926 | 1931 | 1936 | 1946 | 1954 |
| ---- | ---- | ---- | ---- | ---- | ---- | ---- | ---- | ---- |
| 510  | 481  | 513  | 446  | 438  | 420  | 415  | 433  | 463  |

| 1962 | 1968 | 1975 | 1982 | 1990 | 1999 | 2006 | 2011 | 2013 |
| ---- | ---- | ---- | ---- | ---- | ---- | ---- | ---- | ---- |
| 421  | 402  | 354  | 370  | 373  | 372  | 382  | 458  | 485  |

### Pyramide des âges
La population de la commune est relativement âgée. Le taux de personnes d'un âge supérieur à 60 ans (27,2 %) est en effet supérieur au taux national (21,8 %) et au taux départemental (21,4 %).
À l'instar des répartitions nationale et départementale, la population féminine de la commune est supérieure à la population masculine. Le taux (50,8 %) est du même ordre de grandeur que le taux national (51,9 %).
La répartition de la population de la commune par tranches d'âge est, en 2008, la suivante :
- 49,2 % d’hommes (0 à 14 ans = 14,9 %, 15 à 29 ans = 16,5 %, 30 à 44 ans = 20,7 %, 45 à 59 ans = 22,9 %, plus de 60 ans = 25 %) ;
- 50,8 % de femmes (0 à 14 ans = 21,6 %, 15 à 29 ans = 12,4 %, 30 à 44 ans = 17 %, 45 à 59 ans = 19,6 %, plus de 60 ans = 29,4 %).

| Hommes | Classe d’âge | Femmes |
| ------ | ------------ | ------ |
| 0,0    | 90 ans ou +  | 0,5    |
| 10,6   | 75 à 89 ans  | 9,3    |
| 14,4   | 60 à 74 ans  | 19,6   |
| 22,9   | 45 à 59 ans  | 19,6   |
| 20,7   | 30 à 44 ans  | 17,0   |
| 16,5   | 15 à 29 ans  | 12,4   |
| 14,9   | 0 à 14 ans   | 21,6   |

| Hommes | Classe d’âge | Femmes |
| ------ | ------------ | ------ |
| 0,4    | 90 ans ou +  | 1,1    |
| 6,3    | 75 à 89 ans  | 9,5    |
| 12,1   | 60 à 74 ans  | 13,1   |
| 20,0   | 45 à 59 ans  | 19,4   |
| 20,3   | 30 à 44 ans  | 19,3   |
| 20,2   | 15 à 29 ans  | 18,9   |
| 20,7   | 0 à 14 ans   | 18,7   |

## Économie
Sur 42 établissements présents sur la commune à fin 2010, 43 % relèvent du secteur de l'agriculture (pour une moyenne de 17 % sur le département), aucun du secteur de l'industrie, 14 % du secteur de la construction, 36 % de celui du commerce et des services et 7 % du secteur de l'administration et de la santé.

## Culture locale et patrimoine

### Lieux et monuments

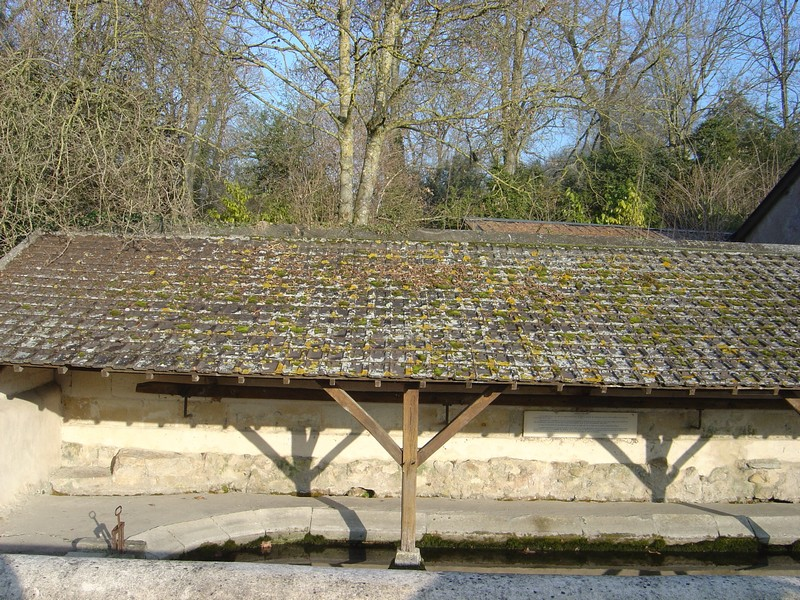
La source de l'Aubance et le lavoir.

Le village s'est construit autour de l'église Saint-Maurice du XIIIe siècle, du lavoir et de la source de l'Aubance.
- L'église Saint-Maurice
Elle est bâtie près de la source de l'Aubance qui alimente un lavoir. Les bases du clocher datent du XIIIe siècle, le chœur du XVIe siècle. La montée est un soubassement de moellons en grès, l'église est construite en tuffeau doré. La sacristie ajoutée tardivement est constituée d'un grand appareil en tuffeau blanc.
La paroisse, fondée par le chapitre de Saint-Maurice d'Angers, à qui elle doit son nom, dépendait du prieuré de Cunault. Durant le Moyen Âge, beaucoup d'ordres de chevalerie se mirent sous la protection de Saint-Maurice, comme celui de la Toison d'Or. Un autre patronage, plus inattendu, fut celui des teinturiers, qui considèrent Saint Maurice comme l'un des leurs. Mauricius signifie "noir" en latin, et les statues de la fin du Moyen Âge représentent volontiers le saint avec une peau noire.
La promenade autour de l'église permet de découvrir des plantes de terre de bruyère. Près du lavoir (ancienne fontaine aux chevaux) sont visibles des plantations de clématites et de chèvrefeuilles variés.

Autres lieux et monuments :
- la tour Beauregard surplombant la forêt (accès libre) ;
- le manoir de Vau (XVIe siècle) ;
- le manoir du Bois Noblet (XVIe siècle) ;
- la gentilhommière de la Félonière (XVIIe siècle) et son curieux oratoire du (XVIIIe) ;
- le monument commémoratif de la bataille supposée entre les Romains de Crassus et les Gaulois de Dumnac ;
- le village troglodyte de la Trésorerie, l'ancien village troglodyte de la Baboue où se trouvait la chapelle photographiée par Jean Fraysse dans l'ouvrage de ses parents Jeanne et Camille Fraysse Les troglodytes en Anjou à travers les âges.

### Personnalités liées à la commune
- Louis Grignon (1748-1825), né à Louerre, général de la Révolution française. Il participa aux colonnes infernales lors de la guerre de Vendée. Les troupes sous son commandement se distingueront par leurs violences et atrocités.
- Eugène Bonnemère (1813-1893), écrivain, habitant à Louerre au manoir de la Félonnière[18].
- Olivier Supiot (1971- ), scénariste, dessinateur de bandes dessinées, vit à Louerre[18].